# Гистасп (сын Ксеркса I)
Гистасп (др.-перс.Vištāspa; V век до н. э.) — сын персидского царя Ксеркса I, сатрап Бактрии

Карта деления империи Ахеменидов на сатрапии

## Биография
Гистасп был одним из младших сыновей Ксеркса от брака с Аместридой.
Согласно Диодору Сицилийскому, во время гибели отца Гистасп управлял Бактрией, поэтому не находился при дворе. Вскоре после переворота, по свидетельству Ктесия, против Артаксеркса I восстал управлявший этой сатрапией «другой» Артабан (названный так, чтобы не допустить путаницы с одним из заговорщиков против Ксеркса). Произошли два сражения бактрийцев с правительственными войсками. Во время первого «преимущества никто не достиг». Однако во время следующей битвы Артаксеркс, использовав то обстоятельство, что ветер дул мятежникам в лицо, победил их и вернул себе контроль над Бактрией.
Возможно, что, вопреки словам Ктесия, именно Гистасп возглавил выступление против центральной власти. В итоге Артаксерксу удалось погубить и этого своего родного брата как ещё одного претендента на престол. Таково мнение, например, Дандамаева М.А.
Однако не исключена и та версия, что Гистасп был убит спустя короткое время после гибели отца и старшего брата, а Бактрия была передана под управление Артабана, которым затем действительно поднял восстание.